# Барбарисові
Барбарисові (Berberidaceae) — родина рослин порядку жовтцевоцвітих (Ranunculales). Це кущі та багаторічні трав'янисті рослини, з черговими або прикореневими листками. Квітки правильні, маточково-тичинкові, поодинокі або зібрані у суцвіття. Чашолистків, пелюсток і тичинок по три-чотири-шість; пелюстки і тичинки супротивні чашолисткам. Маточка одна, з одного плодолистка. Плід- ягода або коробочка.
Родина вміщує 14 родів і приблизно 700 видів, які зростають переважно у Східній Азії та на сході Північної Америки, також у Південній Америці, кілька видів ростуть у помірному поясі, і розсіяно в Африці.